# Масакри у рату на Косову и Метохији
Косовски масакри једним именом обухватају серију покоља које су извршиле полиција, војне и паравојне снаге над албанским становништвом на Косову током Рата на Косову и Метохији 1999. године. Убиства су вршена паралелно са масовним прогонима и депортацијама цивила.
Међународни кривични суд за бившу Југославију пресудио је да су снаге Србије и СРЈ током 1999 . спровеле раширену и организовану кампању терора, укључујући и масовна убиства. Судско веће је утврдило да су злочини над Албанцима почињени организовано, уз значајну употребу државних ресурса, а да су ВЈ и полицијске снаге извршиле „широко распрострањене и систематске нападе на косовске Албанце“.
Утврђено је да су српске снаге крајем марта 1999. године починиле масовна убиства стотина Албанаца, укључујући и жене и децу, у Белој Цркви, Ђаковици, Малој Круши, Сувој Реци и Целинама. Мало је поузданих доказа који ОВК повезују са неким од села у којима су се догодили масакри. Тела неких жртава касније су пронађена у масовној гробници у Батајници и другим гробницама у унутрашњости Србије.

## Позадина
У пролеће 1999. године, Војска Југославије и Министарство унутрашњих послова Србије су „организовано, уз значајну употребу државних ресурса“ спровели широку кампању насиља над албанским цивилима, са циљем да их протерају са Косова и тако одрже политичку контролу Београда над покрајином.{Gbq|Све те слике су ми и даље пред очима. Још увек видим те невине људе како умиру. Видим борца (Војске Југославије) како убија жену пред очима њеног мужа и детета. То је нешто што никада нећу моћи да заборавим.|Бивши припадник специјалне тактичке јединице Треће армије ВЈ о злочинима.|source=}}Према коначној пресуди Међународног кривичног суда за бившу Југославију, ВЈ и МУП Србије систематски су нападали албанска насеља, малтретирали, пљачкали и убијали цивиле у општинама широм Косова након почетка НАТО бомбардовања СРЈ 24. марта 1999, наређујући им да напусте Косово и оду у Албанију или Црну Гору, палећи им куће и уништавајући имовину. Током ове кампање насиља, Албанци су масовно протеривани из својих домова, убијани, сексуално злостављани, а њихове верске зграде су уништаване. Снаге ВЈ и МУП-а Србије починиле су бројне ратне злочине током „удруженог злочиначког подухвата“ чији је циљ био измена етничког састава Косова кроз насилно приморавање и застрашивање значајног броја косовских Албанаца да напусте своје домове, оду преко границе, како би државне власти задржале контролу над Косовом. Етничко чишћење албанског становништва одвијало се према следећем моделу: прво би војска окружила место, затим би уследило гранатирање, затим би полиција ушла у то место, а често и војска са њима, а затим су следили злочини (убиства, силовања, премлаћивања, протеривања. . . ).

## Списак покоља
Следи непотпуна листа масакра које су починили српска полиција, Југословенска војска и паравојне јединице током рата на Косову:
- 28. фебруара 1998, масакр у Ликошанима - Српска полиција је ван суда погубила неколико чланова породице Ахмети.[5]
- 28. фебруара и 1. марта 1998, масакр у Ћирезу - Српска полиција је ван суда погубила неколико чланова породице Сејдиу.[6][7]
- 5. марта 1998., масакр у Преказу - Специјална антитерористичка јединица убила је у сукобима Адема Јашарија , лидера ОВК, заједно са више од 50 чланова његове породице, укључујући жене и децу.
- 25. маја 1998, масакр у Љубенићу - Српска полиција је ван суда погубила девет особа, углавном чланова породице Хамза.
- 26. септембра 1998, масакр у Горњем Обрињу - специјалне полицијске јединице убиле су преко 20 чланова породице Дељијај, углавном жена, деце и старих.
- 26. септембра 1998, масакр у Голубовцу - полиција је ван суда погубила тринаест притвореника.[8]
- 15. јануара 1999. године, масакр у Рачку - Специјалне полицијске снаге ( САЈ и ЈСО) убиле су 45 мештана током напада на село.
- 29. јануара 1999, масакр у Рогову - српска полиција убила је 24 Албанца који су наводно били припадници Ослободилачке војске Косова.
- 25. марта 1999, масакр у Трњу - српске снаге убиле су између 24 и 36 мештана.
- 25. марта 1999. године, масакр у Великој Круши - специјалне полицијске јединице убиле су преко 90 мушких становника затворених у штали, након чега су тела спаљена.
- 25. марта 1999., масакр у Белој Цркви - српске снаге су по кратком поступку погубиле више од 60 косовских Албанаца, укључујући 20 чланова породице Попај и 24 члана породице Жунићи.[9][10][11]
- 26. марта 1999, масакр у Сувој Реци - полиција је закључала све чланове породице Бериша у пицерији и убила их бомбама и аутоматским оружјем. Убијено је 48 цивила, међу њима много деце. Тела су потом тајно пребачена у Батајницу и сахрањена у масовне гробнице.
- 28. марта 1999. године, масакр у Подујеву - припадници Шкорпиона и Специјалне антитерористичке јединице убили су 19 људи, углавном жена и деце.[12][13][14]
- 28. марта 1999. године, масакр у Избици - Полицијске снаге убиле су преко стотину мушкараца, одвојених од групе избеглица у косовском селу Избица.
- 31. марта 1999, масакр у Љубижди - Снаге безбедности убиле су око 14 цивила у селу Љубижда, северозападно од Призрена.[15]
- 31. марта 1999., масакр у Пустом Селу - Снаге безбедности погубиле су по кратком поступку више од стотину косовских Албанаца.[3] Убрзо након сахране, тела су ексхумирана из масовне гробнице и однета.
- 5. априла 1999, масакр у Резали - српске снаге напале су албанско село и насумично убиле мештане.[16]
- 17. априла 1999, масакр у Поклеку - Специјална полиција закључала је најмање 47 људи у једну собу и убила их рафалним пуцњавама. Међу жртвама је било и 23 деце млађе од петнаест година.
- 17. априла 1999. године, масакр у Чикатову - српске снаге убиле су 24 члана породице Морина.
- 27. априла 1999, масакр у Меји - масовне пуцњаве око 300 албанских цивила од стране српских снага у знак одмазде за пет српских полицајаца које је убила Ослободилачка војска Косова .
- 2. маја 1999. године, масакр у Вучитрну - Српска полиција и паравојне формације убијају више од 120 косовских избеглица у близини Вучитрна .
- 14. маја 1999. године, масакр у Ћушки - полиција и паравојне формације окупили су мештане у три сеоске куће, убили их аутоматским оружјем и запалили. Именом и презименом позната је 41 жртва масакра.
- 22. маја 1999., масакр у затвору у Дубрави - Затворске власти и посебна јединица МУП-а убили су око 70 албанских затвореника након што је НАТО бомбардовао затвор.

## Уклањање лешева
„Докази о намерном и планском уништавању трагова злочина су докази да су ти злочини исто тако  – намерно и плански – почињени.”— Заменик тужиоца Хашког трибунала Грејем Блит
Убрзо након што је НАТО започео бомбардовање Југославије, Слободан Милошевић је наредио да се уклоне сви лешеви на Косову који би могли бити од интереса за Хашки трибунал. Према изјавама, војска је систематски превозила лешеве Албанаца до рударског комплекса Трепча код Косовске Митровице, где их је спаљивала. На тај начин је, према једном извору, у Трепчи уништено између 1.200 и 1.500 лешева. Злочини су прикривени тајним транспортом тела убијених цивила са Косова у унутрашњост Србије. Један од возача јавно је изјавио да му је као резервисти додељен превоз хладњаче са Косова и да ју је десетак пута возио рутом Косово - Бор у оквиру компаније Поверљиво!
„Увек сам возио са Косова за Бор ноћу; камион сам предавао полицајцима на улазу у топионицу бакра у комплексу Рударско-топионичког базена Бор.”— Један од возача
Возач претпоставља да су лешеви спаљивани у пећима за топљење руде бакра (температура топљења бакра је 1083 °C) или да су можда закопани негде на територији рудника. Хладњак са призренским таблицама и око 80 лешева је 6. априла 1999. године испливао из Дунава у Кладову.
„У моменту када смо ми то привукли до обале, онда је дошло до консултације да ли да отворимо, да видимо шта је то толико тешко да не можемо камион да дигнемо. Када смо отворили врата, указао се језив призор, а то су били лешеви. Ми нисмо знали онда ни чији су, ни шта је, касније се то сазнало.”— Један од ронилаца
Неколико дана касније, полиција је позвала људе који су радили на уклањању хладњаче и рекла им да су у питању Курди, шверцери, који су покушали да пређу у Румунију, па су се утопили. Мештанину који је открио да су пронађена тела Албанаца са Косова, а не Курда, претиле су Црвене беретке, а касније је пронађен мртав. Уништен је камион из Призрена, а полицијски генерал Властимир Ђорђевић наредио је да се тела пребаце другим камионом у Београд . Многи убијени Албанци сахрањени су у масовним гробницама у близини Београда. Тужилац Трибунала, Честер Стемп, изјавио је да је најмање шест шлепера одвозило тела Албанаца убијених у више злочина у различитим деловима Косова само до краја Батајнице крајем априла 1999. године. 
У мају 2001. год . године, захваљујући напорима Зорана Ђинђића , српска влада је саопштила да је током рата на Косову у Дунав у Србији бачен камион пун лешева Албанаца (укупно 86 тела). У мају 2001. године, Министарство унутрашњих послова Србије саопштило је да је превоз тела убијених цивила и њихово сахрањивање на тајним локацијама у унутрашњости Србије договорено у канцеларији бившег председника Слободана Милошевића у марту 1999. године. Отворена је истрага коју је водио инспектор Министарства унутрашњих послова Србије Драган Карлеуша.
После више од четири месеца ископавања, српски званичници рекли су да је у централној Србији било најмање седам масовних гробница са око 430 тела. Те локације укључују гробнице на полигону полиције Батајница у близини Београда, у Петровом Селу у источној Србији и у близини бране Перућац у западној Србији. Највише тела пронађена је на полицијском стрелишту у Батајници код Београда - 980, затим на полигону специјалних полицијских јединица у Петровом Селу у источној Србији - 77, и на језеру Перућац, у близини границе са Босном - 48. Пронађена су тела жена и деце, приметно је одсуство војних униформи, а пронађени предмети су личне карте и личне ствари, попут „писане вежбе из историје“, лекова, чешљева, цуцли, амајлија итд. Према извештају Међународне комисије за нестале особе, већина гробница показује трагове даљег механичког уништавања тела (багерима) и спаљивања. До 2008. године око 800 посмртних остатака Албанаца убијених и сахрањених у масовним гробницама широм Србије ексхумирано је и враћено породицама.
Као сведок на суђењу осморици полицајаца за злочине над албанским цивилима током масакра у Сувој Реци, Драган Карлеуша, пензионисани инспектор МУП-а Србије, сведочио је да у Албанији има више гробница са албанским остацима и да из језера Перућац још нису извађена сва тела која је српска полиција убацила током НАТО бомбардовања. Рекао је да су тела превезена по налогу врха МУП-а. Због истраге коју је водио, добио је неколико анонимних претњи да је „издајник српског народа“ и претњи на рачун породице.
Још једна гробниза пронађена је 10. маја 2010 у Рудници код Рашке, са око 250 тела косовских Албанаца. Гробница се налази у дворишту предузећа "Космет пут". То је шеста масовна гробница пронађена у Србији и друга по величини. Према прелиминарним подацима, припадници Југословенске војске учествовали су у преношењу остатака из примарне гробнице у околини Дренице у мају или почетком јуна 1999. године у масовну гробницу недалеко од Рашке.

## Суђења за ратне злочине
Међународни кривични суд за бившу Југославију је 27. маја 1999. године подигао оптужницу против Слободана Милошевића и још четворице високих званичника због убистава, прогона и протеривања на Косову, која је касније проширена. Након рата, многим српским политичким и војним лидерима суђено је за убиства, депортације и масовне прогоне цивилног становништва Косова:
- Слободан Милошевић, председник Југославије, врховни командант Војске Југославије, преминуо је у притвору 2006. године пре него што је осуђен.
- Драгољуб Ојданић, начелник Генералштаба - осуђен на 15 година затвора.
- Небојша Павковић, командант Треће армије, одговорне за Косово, осуђен је на 22 године затвора.
- Владимир Лазаревић, командант Приштинског корпуса Треће армије који је деловао на Косову - осуђен је на 15 година затвора.
- Влајко Стојиљковић, министар унутрашњих послова и командант српске полиције, починио је самоубиство 2002. године након доношења закона о сарадњи са Хашким трибуналом.
- Сретен Лукић, шеф кабинета МУП-а Србије на Косову и Метохији - осуђен на 22 године затвора.
- Никола Шаиновић, потпредседник владе Југославије - осуђен на 22 године затвора.
- Милан Милутиновић, председник Републике Србије - ослобођен.

Никола Шаиновић, Небојша Павковић и Сретен Лукић осуђени су као учесници у удруженом злочиначком подухвату, док су остали осуђени за помагање и подржавање кривичног дела.
Србија је осудила неке од полицајаца који су учествовали у ратним злочинима, упркос чињеници да је у народу након рата било заступљено мишљење да злочина није ни било и да су се српски полицајци само херојски борили против сепаратизма. Сматра се да је истрага у Србији спора јер су неки починиоци кривичних дела још увек у редовима полиције.